# ホールボディカウンター
ホールボディカウンター（英語:whole body counter）は、体内に存在する放射性物質を体外から計測する装置である。全身カウンターやヒューマンカウンタなどとも呼称される。

## 概要
検出可能な計測対象はマンガン54、コバルト60、セシウム137などガンマ線放出核種で、生体組織に吸収されずに体外へ漏出するガンマ線を体外に設置する検出器で計測し、微量放射性物質の定量分析や体内分布計測など、内部被曝の検査に用いる。

## 形式
被検者の体位により座位型、立位型、臥位の寝台型、バックグラウンドの遮蔽や検出器数により簡易型や精密型、設置形態により据付型や車載型などに類別される。

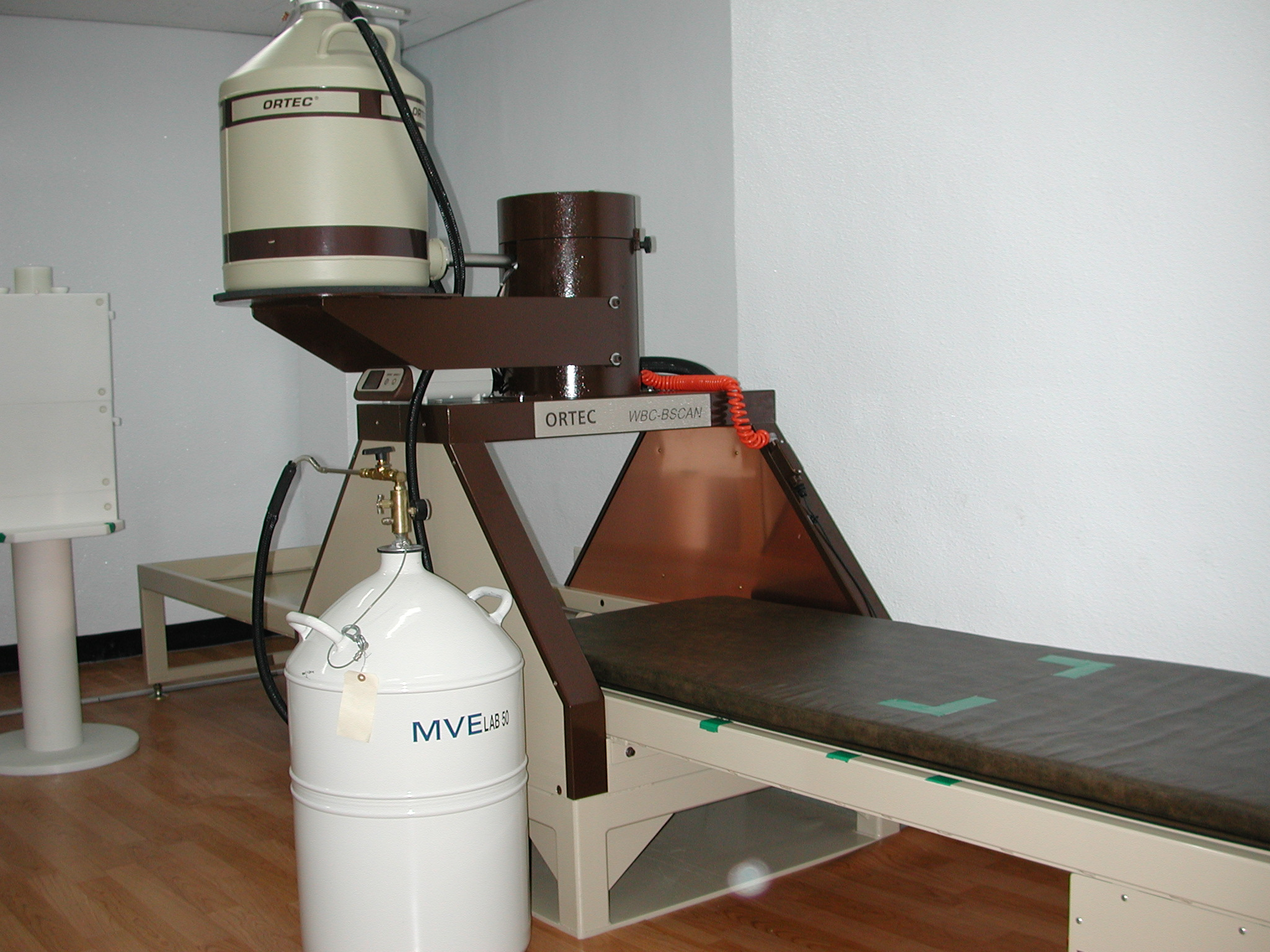
走査寝台型ホールボディカウンター
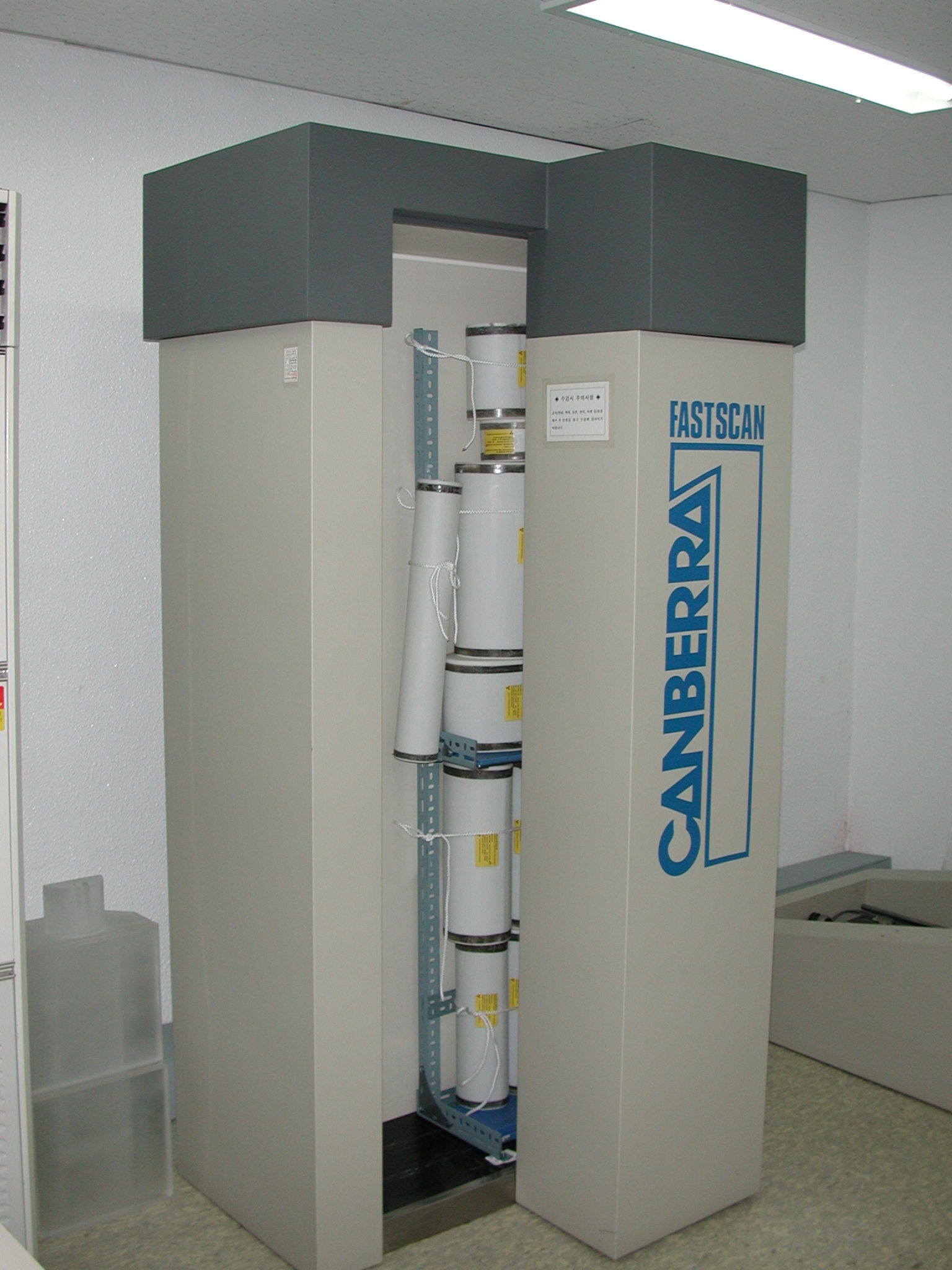
立位型ホールボディカウンター

原子力事故などで放射能汚染が推測される事案で内部被曝の迅速診断のため、日本原子力研究開発機構は移動式ホールボディカウンタ車を3台所有している。

## 精度管理
測定前後の環境放射線線量計測によるバックグラウンド補正値算出、「標準ファントム」とも呼称される「標準体積線源」による検出器校正、マルチチャンネルアナライザによるエネルギー校正、など定期的管理作業の品質が検出限界維持に大きく影響する。